# NGC 6592
NGC 6592 este o galaxie situată în constelația Dragonul. A fost descoperită în 14 iunie 1885 de către Lewis A. Swift. Se află la o distanță de 115,41 megaparseci de Pământ.